# زردبند (تشلاو)
زردبند (بالفارسية: زردبند) هي قرية تقع في إيران في مازندران.